# Marieke van der Wal
Marieke van der Wal (née le 7 novembre 1979 à Delft) est une joueuse internationale néerlandaise de handball, évoluant au poste de gardienne au Cergy-Pontoise Handball 95.
En décembre 2015, elle crée la surprise avec les Pays-Bas en atteignant la finale du championnat du monde, perdue face à la Norvège,.

## Palmarès

### En sélection
- finaliste du championnat du monde en 2015,  Danemark
- 8e au championnat d'Europe en 2010 au Danemark et en Norvège avec les Pays-Bas[5]
- 12e au championnat du monde en 2013 en Serbie avec les Pays-Bas[6]
- 15e au championnat du monde en 2011 au Brésil avec les Pays-Bas[7]